# Oggetti non stellari nella costellazione del Boote
Principali oggetti non stellari presenti nella costellazione del Boote.

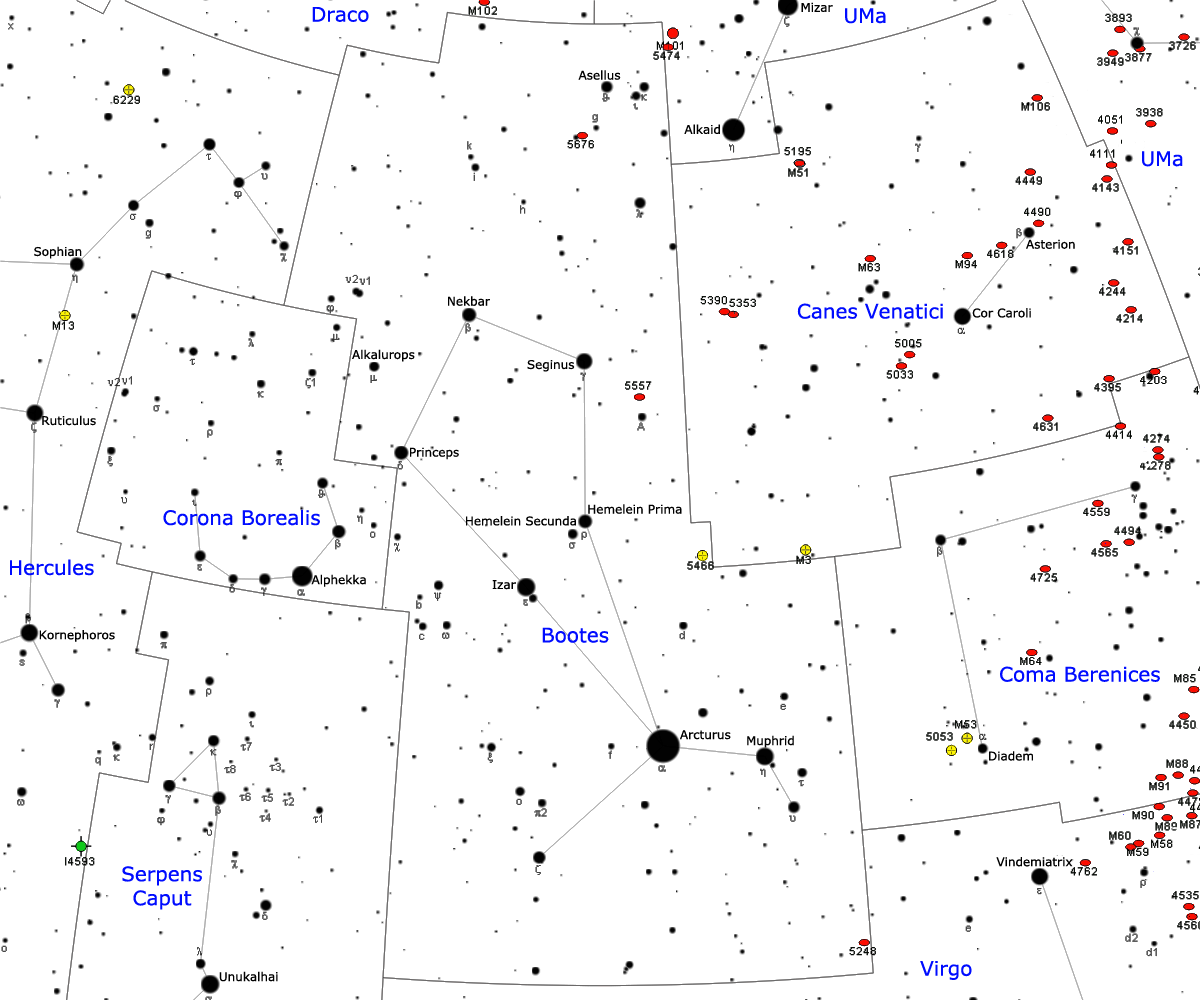
Mappa della costellazione del Boote.

## Ammassi globulari
- NGC 5466

## Quasar
- 3C 295 (radiogalassia)
- ULAS J1342+0928

## Galassie
- Arp 302
- CUDSS 14.1
- EGSY8p7
- EGS-zs8-1
- Galassia Nana del Boote
- Galassia Nana del Boote II
- Galassia Nana del Boote III
- NGC 5248
- NGC 5557
- NGC 5676
- NGC 5837
- SBS 1415+437
- SDSS J143029.89+133912.0 (Teacup Galaxy)
- UGC 9128
- 2MASX J15100402+0740370

## Ammassi di galassie
- Abell 1795
- Abell 1991
- BoRG-58
- ClG 1409+5226
- IDCS J1426.5+3508
- ISCS J1429.3+3437
- ISCS J1434.5+3427
- ISCS J143809+341419
- MACS J1423.8+2404
- RX J1416.5+2315 (gruppo fossile di galassie)
- Superammasso del Boote
- Superammasso del Boote A